# Patinação artística na Universíada de Inverno de 2011 - Patinação sincronizada
A competição de patinação sincronizada da patinação artística na Universíada de Inverno de 2011 foi realizada na GSIM Yenişehir Ice Hockey Hall, em Erzurum, Turquia. O programa curto foi disputado no dia 3 de fevereiro e a patinação livre no dia 4 de fevereiro de 2011.

## Medalhistas
| Ouro   | FIN Rockettes         |
| Prata  | FIN Marigold IceUnity |
| Bronze | RUS Paradise          |

## Resultados

### Geral
| Pos.              | Equipe            | Nacionalidade | Pontos | PC        | PL         |
| ----------------- | ----------------- | ------------- | ------ | --------- | ---------- |
| Medalha de ouro   | Rockettes         | Finlândia     | 192.99 | 66.46 (1) | 126.53 (1) |
| Medalha de prata  | Marigold IceUnity | Finlândia     | 186.67 | 64.73 (2) | 121.94 (2) |
| Medalha de bronze | Paradise          | Rússia        | 179.18 | 60.17 (4) | 119.01 (3) |
| 4                 | Ankara University | Turquia       | 61.07  | 19.76 (5) | 41.31 (4)  |
| WD                | Surprise          | Suécia        | —      | 63.12 (3) | — (WD)     |

Legenda
| Recorde mundial      | Recorde mundial (World record)               |                       | Recorde africano                      | Recorde africano (African) |                                           | Q | Classificado por posição (Qualified) |
| Recorde olímpico     | Recorde olímpico (Olympic record)            | Recorde da América    | Recorde da América (Americas)         | q                          | Classificado por melhor tempo (Qualified) |   |                                      |
| Melhor marca do ano  | Melhor marca do ano (World leading)          | Recorde asiático      | Recorde asiático (Asian)              | DNS                        | Não largou (Did not start)                |   |                                      |
| Recorde nacional     | Recorde nacional (National record)           | Recorde europeu       | Recorde europeu (European)            | DNF                        | Não terminou (Did not finish)             |   |                                      |
| Recorde pessoal      | Recorde pessoal do atleta (Personal best)    | Recorde da Oceania    | Recorde da Oceania (Oceania)          | DSQ / DQ                   | Desclassificado (Disqualified)            |   |                                      |
| Recorde da temporada | Recorde da temporada do atleta (Season best) | Recorde sul-americano | Recorde sul-americano (South America) | NM                         | Sem marca (No mark)                       |   |                                      |